# Helsingborgs samläroverk

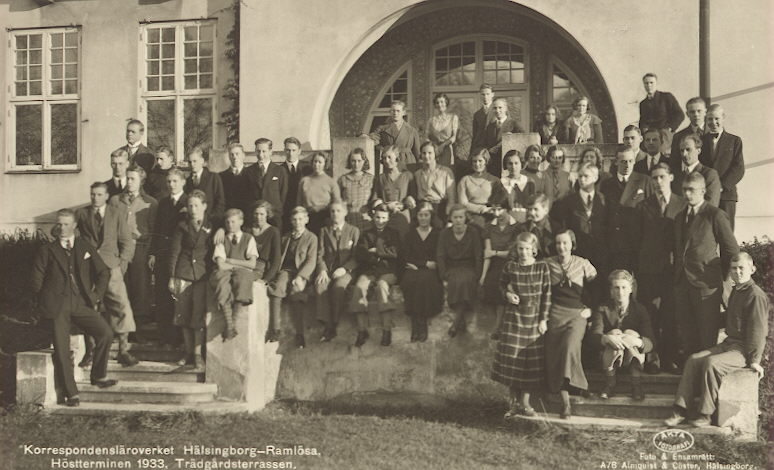
Studerande på Strixaskolan 1933.

Helsingborgs Samläroverk, vanligen kallad Strixaskolan, var en skola i Ramlösa i Helsingborg. Skolans uppgift var att förbereda både kvinnliga och manliga elever för realexamen eller studentexamen. Undervisningen, som kunde påbörjas när som helst på året, skedde i regel som korrespondensundervisning jämte muntliga kurser för vissa ämnen. 
Skolan var privat och undervisningen skedde i en stor villa, som också tjänade som rektorsparets bostad, Även en del av eleverna kunde bo inackorderade där. Den drivande kraften och lärare under i stort sett hela skolans verksamhetstid var Henning Fahlström, som samtidigt hade en deltidstjänst som adjunkt vid Hälsingborgs gossläroverk.
Korrespondensundervisningen sköttes till stor del som sidoarbete av lärare som arbetade på andra skolor. Fahlströms son arkitekten Bengt Fahlström var tidvis teckningslärare. Advokaten Henning Sjöström har skildrat sin tid som elev i sina självbiografiska böcker.
Skolan hade inte examensrätt, utan eleverna fick gå upp som privatister vid andra skolor, dock var de inte välkomna vid läroverken i Helsingborg. Skolan grundades 1929 och lades ner 1969.  Den markanta byggnaden hade uppförts 1912 av grosshandlaren Jacobsson och revs 1973.
Skolan kallades allmänt för ”Strixaskolan” och Fahlström omtalades som ”Strix”. Ursprunget var, enligt uppgifter från en tidigare elev, att Fahlström när han blev arg kunde ropa ”Strix, strax, bums, försvinns!”. 
Andra uppgifter kopplar namnet till Albert Engströms kända skämttidning ”Strix” med förklaringen att Fahlström skulle likna Engströms skämtteckningar.